# Zura Karuhimbi
Zura Karuhimbi (c. 1925 - 17 de diciembre de 2018) fue una mujer ruandesa que salvó a más de 100 personas de ser asesinadas por las milicias hutu durante el genocidio de Ruanda en 1994. Curandera tradicional, acogió a estas personas como refugiadas en su casa y detuvo a los atacantes fingiendo ser una bruja. Su rol en la salvación de estas personas fue reconocido en 2006 con la Medalla de la Campaña Contra el Genocidio, otorgada por el presidente de Ruanda Paul Kagame.

## Biografía
No se conoce con certeza la fecha de nacimiento de Karuhimbi. Algunas fuentes la sitúan sobre 1909, pero se cree que nació alrededor de 1925, que es la fecha que consta en su documento de identidad. Varios miembros de su familia eran curanderos tradicionales en la población de Musamo, distrito de Ruhango, a una hora de la capital Kigali. Karuhimbi también se convirtió en curandera tradicional y obtuvo popularidad por tener poderes mágicos. Durante la Revolución ruandesa fue testigo de la violencia entre la minoría tutsi y la tribu hutu, más numerosa. Más tarde declaró que en 1959 había salvado la vida de un niño tutsi de dos años anudando las cuentas de su collar en el cabello del niño para hacerlo pasar por una niña y evitar su ejecución. Ese niño se convirtió años más tarde en el presidente de Ruanda, Paul Kagame.

## Genocidio de 1994

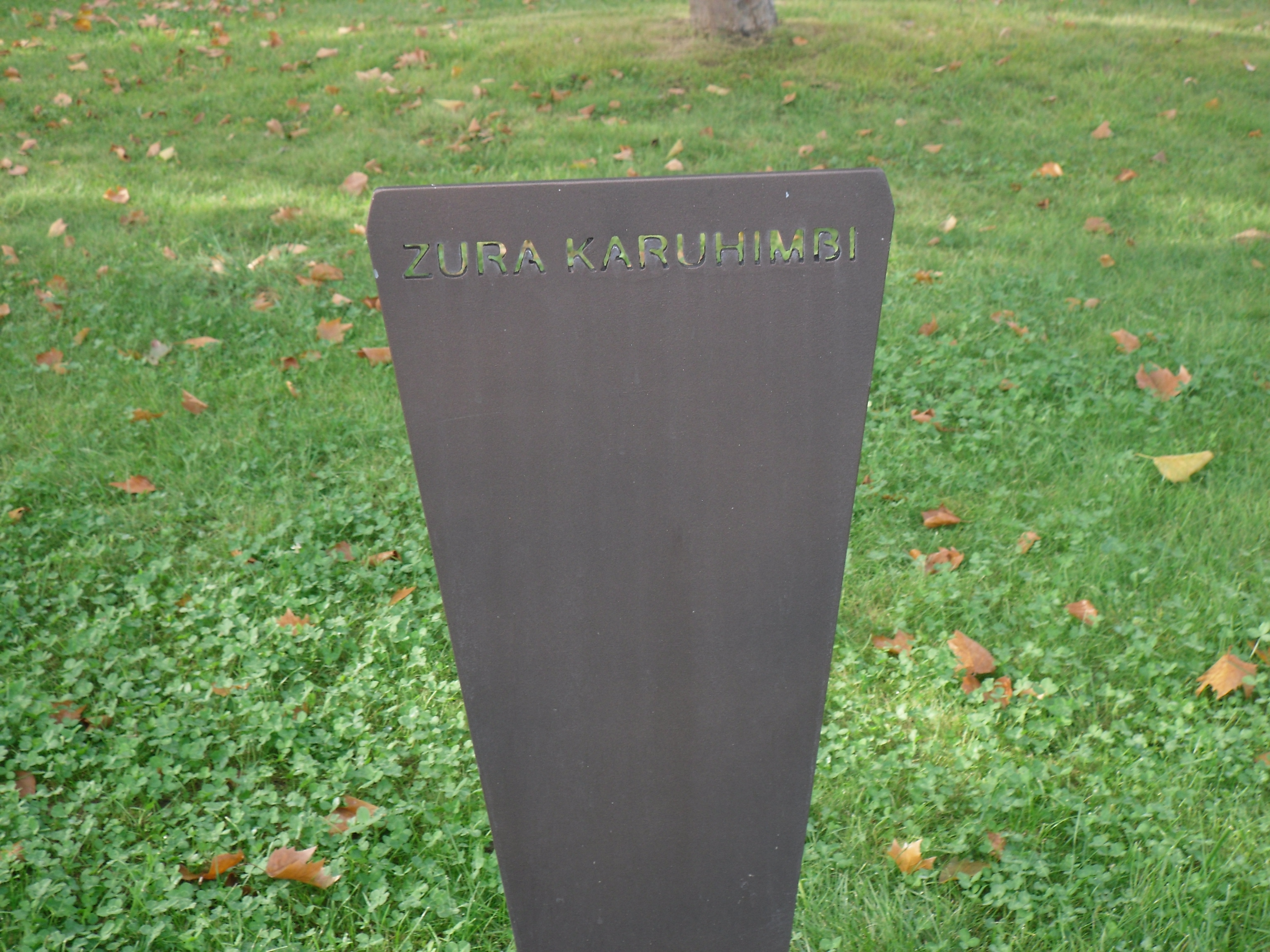
Estela dedicada a Zura Karuhimbi en el Jardín de los Justos del Mundo en Padua, Italia.

En 1994, durante el genocidio ruandés, un resurgimiento de violencia tribal que mató a más de 800.000 personas, Karuhimbi era una anciana viuda. Ayudó a tutsis así como a burundeses y a 3 personas europeas a esconderse en su casa de la milicia itinerante hutu. Salvó a más de 100 personas en total, incluyendo bebés que rescataba de los brazos de sus madres muertas.
Para disuadir a la milicia hutu se corrió el rumor de que Karuhimbi estaba poséida por malos espíritus. Se pintó a sí misma y su casa con hierbas naturales irritantes al tacto para mantener su apareciencia de 'bruja'. Karuhimbi anunció que su casa estaba habitada por fantasmas y amenazó a aquellos que intentaban entrar con dar rienda suelta a los espíritus malignos y a la ira de Dios. Enfatizaba estos avisos tintineando sus brazos llenos de pulseras e intimidando a los atacantes con estar 'cavando su propia tumba' si algún refugiado era asesinado dentro de su casa. La milicia intentó sobornar a Karuhimbi para acceder a su casa pero ella lo rechazó. Todas las personas que fueron acogidas en su casa sobrevivieron al genocidio.

## Vida posterior y muerte

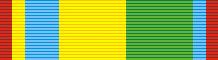
Banda de la Medalla de la Campaña Contra el Genocidio

Después del genocidio, Karuhimbi declaró que era cristiana y que sus actividades de brujería solo eran un medio para disuadir los ataques. En 2006 recibió la Medalla de la Campaña Contra el Genocidio de Ruanda de manos del presidente Paul Kagame. Karuhimbi llevó la medalla en todo momento, colocándola incluso debajo de su almohada mientras dormía. En sus años más tardíos continuó viviendo en la misma casa que había utilizado para acoger a los refugiados a pesar de estar desmoronándose por el paso del tiempo. Fue cuidada por una sobrina debido a su situación precaria. Karuhimbi murió en su casa el 17 de diciembre de 2018.